# ألفونسو كوارون
ألفونسو كوارون (بالإسبانية: Alfonso Cuarón)‏ مواليد 28 نوفمبر 1961 مخرج ومنتج و كاتب سينمائي مكسيكي من أشهر أفلامه هاري بوتر وسجين أزكابان (2004) و فيلم جاذبية (2013).

معظم أعماله حظيت بتقدير وإشادة من قبل النقاد والمؤدين. ترشح ألفونسو عن أعماله لـ 3 جوائز أوسكار.

## وصلات إضافية
- ألفونسو كوارون في قاعدة بيانات السينما العالمية.

## روابط خارجية
- ألفونسو كوارون على موقع IMDb (الإنجليزية)
- ألفونسو كوارون على موقع الموسوعة البريطانية (الإنجليزية)
- ألفونسو كوارون على موقع مونزينجر (الألمانية)
- ألفونسو كوارون على موقع ألو سيني (الفرنسية)
- ألفونسو كوارون على موقع ميوزك برينز (الإنجليزية)
- ألفونسو كوارون على موقع تيرنر كلاسيك موفيز (الإنجليزية)
- ألفونسو كوارون على موقع أول موفي (الإنجليزية)
- ألفونسو كوارون على موقع بوكس أوفيس موجو (الإنجليزية)
- ألفونسو كوارون على موقع قاعدة بيانات الأفلام السويدية (السويدية)
- ألفونسو كوارون على موقع إن إن دي بي (الإنجليزية)